# Jang Hyun-sung
Jang Hyun-sung (en hangul, 장현성; hanja: 張鉉誠; RR: Jang Hyeon-seong), es un actor surcoreano.

## Biografía
Estudió teatro en el Instituto de las Artes de Seúl (서울예술대학교).
Está casado con Yang Hee-jung, la dueña de una panadería, la pareja tiene dos hijos Jang Joon-woo (Junu) nacido el 17 de julio de 2003 y Jang Joon-seo nacido el 29 de julio de 2007.

## Carrera
Es miembro de la agencia YG Entertainment (YG엔터테인먼트) desde 2014.
En mayo de 2006 se unió al elenco de la serie Great Inheritance donde interpretó al nutricionista Jung Man-ho. El 14 de septiembre del mismo año se unió al elenco de la película Maundy Thursday donde dio vida a Yoo-chan, el hermano mayor de Moon Yoo-jung (Lee Na-young).
En octubre de 2011 se unió al elenco recurrente de la serie Vampire Prosecutor donde interpretó a Jang Chul-oh, el fiscal en jefe y jefe de Min Tae-yeon (Yeon Jung-hoon). Ese mismo mes se unió al elenco recurrente de la serie A Thousand Days' Promise donde dio vida a Kim Hyun-min, un médico que atiende a Lee Seo-yeon (Soo Ae).
El 29 de febrero de 2012 se unió al elenco principal de la serie How Long I've Kissed donde interpretó a Han Sang-jin, hasta el final de la serie en abril del mismo año.
El 16 de marzo de 2013 se unió al elenco principal de la serie The End of the World donde dio vida a Yoon Gyu-jin.
En enero de 2016 se unió al elenco recurrente de la serie Signal donde interpretó a Kim Bum-joo, el superindentende de la policía.
En diciembre de 2018 se unió al elenco recurrente de la serie Just Dance donde dio vida a Kwon Dong-seok, el padre de Kwon Seung-chan (Jang Dong-yoon).
En agosto de 2021 se unió al elenco recurrente de la serie Lovers of the Red Sky (también conocida como "Hong Cheon-gi") donde interpretó a Han Geon, un maestro de la pintura de paisaje.

## Filmografía

### Series de televisión
| Año     | Título                                                | Personaje              | Notas                                 |
| ------- | ----------------------------------------------------- | ---------------------- | ------------------------------------- |
| 2025    | The Art of Negotiation                                | Ha Tae-soo             | [ 4 ] [ 5 ]                           |
| 2024    | Chaebol X Detective                                   | Jin Myung-chul         | [ 6 ] [ 7 ]                           |
| 2023    | Agency                                                | Yoo Jung-seok          | [ 8 ] [ 9 ]                           |
| 2022    | La venganza de los otros                              | Ki Wang-do             | [ 10 ]                                |
| 2022    | Bajo el paraguas de la reina                          | Yoon Soo-kwang         | [ 11 ]                                |
| 2022    | Joseon Psychiatrist Yoo Se-poong                      | Ministro Yoo Hoo-myung | Episodio n.º 1 - (aparición especial) |
| 2021-22 | The One and Only                                      | Pyo Kang-seon          |                                       |
| 2021    | Melancholia                                           | Sung Min-joon          |                                       |
| 2021    | Lovers of the Red Sky                                 | Han Geon               | [ 13 ]                                |
| 2020    | Alice                                                 | Dr. Jang Dong-shik     | 2 episodios - (aparición especial)    |
| 2020    | Sweet Munchies                                        | Kang In-shik           | 2 episodios - (aparición especial)    |
| 2020    | Tell Me What You Saw                                  | Spt. Choi Hyung-pil    |                                       |
| 2019    | VIP                                                   | Jang Jin-cheol         |                                       |
| 2019    | The Running Mates: Human Rights                       | Kim Hyun-seok          | 14 episodios                          |
| 2019    | Angel's Last Mission: Love                            | Jo Seung-hwan          | 3 episodios - (aparición especial)    |
| 2019    | Doctor Prisoner                                       | Jung Wi-sik            |                                       |
| 2018    | Just Dance (Dance Sports Girls)                       | Kwon Dong-seok         |                                       |
| 2018    | Hymn of Death                                         | Lee Yong-moon          |                                       |
| 2018    | Where Stars Land                                      | Kwon Hee-seung         |                                       |
| 2018    | Twelve Nights                                         | Lee Baek-man           |                                       |
| 2018    | Live                                                  | Eun Kyung-mo           |                                       |
| 2017    | Oh, the Mysterious                                    | Kang Chul-ki           |                                       |
| 2017    | While You Were Sleeping                               | Jung Il-seung          | 4 episodios - (aparición especial)    |
| 2017    | Temperature of Love                                   | Hombre Borracho        | ep. #2 - (aparición especial)         |
| 2017    | Queen for Seven Days                                  | Shin Soo-geun          |                                       |
| 2017    | Man to Man                                            | Jang Tae-ho            |                                       |
| 2016    | Woman with a Suitcase                                 | Lee Dong-soo           |                                       |
| 2016    | Doctor Crush                                          | Kim Tae-ho             |                                       |
| 2016    | Dear My Friends                                       | Il-woo                 | (aparición especial)                  |
| 2016    | Mrs. Cop 2                                            | Park Woo-jin           |                                       |
| 2016    | Signal                                                | Kim Bum-joo            |                                       |
| 2015    | Assembly                                              | Baek Do-hyun           | 25 episodios                          |
| 2015    | Heard It Through the Grapevine                        | Seo Hyung-shik         |                                       |
| 2014    | Punch                                                 | Jang Min-seok          |                                       |
| 2014    | Secret Door                                           | Hong Gye-hui           |                                       |
| 2014    | Secret Affair (Secret Love Affair)                    | Kim In-kyum            | (ep. #10-16) - (aparición especial)   |
| 2014    | Three Days                                            | Ham Bong-soo           |                                       |
| 2013    | Who Are You?                                          | Psiq. Park Hyung-jin   | (ep. #1-2) - (aparición especial)     |
| 2013    | Goddess of Marriage                                   | No Seung-soo           |                                       |
| 2013    | The End of the World                                  | Yoon Gyu-jin           | 12 episodios                          |
| 2012    | Vampire Prosecutor 2                                  | Jang Chul-oh           | ep. #10 - (aparición especial)        |
| 2012    | The King of Dramas                                    | Watanabe Kenji         |                                       |
| 2012    | Five Fingers                                          | Jun Jae-wook           |                                       |
| 2012    | Big                                                   | Kang Hyuk-soo          |                                       |
| 2012    | Phantom                                               | Jun Jae-wook           |                                       |
| 2012    | How Long I've Kissed                                  | Han Sang-jin           |                                       |
| 2012    | History of a Salaryman                                | Choi Hang-ryang        |                                       |
| 2011-12 | Vampire Prosecutor                                    | Jang Chul-oh           |                                       |
| 2011    | A Thousand Days' Promise                              | Dr. Kim Hyun-min       |                                       |
| 2011    | Drama Special Series Season 2 - "For the Sake of Son" | Oh Tae-soo             |                                       |
| 2011    | Sign                                                  | Jang Min-seok          |                                       |
| 2010-11 | Pure Pumpkin Flower                                   | Hyun-mook              |                                       |
| 2010    | Drama Special Series Season 1 - "Rock Rock Rock"      | Kang-ki                |                                       |
| 2010    | Grudge: The Revolt of Gumiho                          | Yoon Doo-soo           | 16 episodios                          |
| 2010    | Jejungwon                                             | Min Young-ik           |                                       |
| 2009    | The Tale of Janghwa and Hongryeon                     | Kang Tae-yoon          | 150 episodios                         |
| 2009    | HDTV Literature - "Son of Man"                        | Min Yo-seop            | 2 episodios                           |
| 2008-09 | City of Glass                                         | Kim Gyu-sung           |                                       |
| 2008    | The Scale of Providence                               | Jung Soo-young         |                                       |
| 2007-08 | Daughters-in-Law                                      | Ko Joon-myung          |                                       |
| 2007    | New Heart                                             | Kim Tae-joon           |                                       |
| 2007    | Conspiracy in the Court                               | Lee Jae-han            |                                       |
| 2007    | The Great Catsby                                      | -                      |                                       |
| 2007    | Drama City - "Aperture"                               | -                      |                                       |
| 2007    | Behind the White Tower                                | Jo Myung-joon          |                                       |
| 2006    | My Love                                               | Lim Dae-pyung          |                                       |
| 2006    | MBC Best Theater - "The Origin of Tears"              | -                      |                                       |
| 2006    | Great Inheritance                                     | Jung Man-ho            |                                       |
| 2005    | Drama City - "Who Murdered Kurt Cobain?"              | -                      |                                       |
| 2005    | Drama City - "Leslie Cheung Is Dead?"                 | -                      | 1 episodio                            |
| 2005    | HDTV Literature - "The Hard Goodbye"                  | -                      |                                       |
| 2004-05 | Precious Family                                       | Ahn Ji-hwan            |                                       |
| 2004    | Terms of Endearment                                   | -                      |                                       |
| 2004    | Drama City - Pink Flowers at the Tip of the Sword     | Mae-yeop               | 1 episodio                            |
| 2003    | Rosemary                                              | Woo Ji-sub             |                                       |

### Películas
| Año  | Título                         | Personaje                | Notas                                                                                       |
| ---- | ------------------------------ | ------------------------ | ------------------------------------------------------------------------------------------- |
| 2023 | Single in Seoul                | Jin-pyo                  | [ 15 ]                                                                                      |
| 2023 | Rebound                        | Entrenador de baloncesto | [ 16 ]                                                                                      |
| 2021 | My Son                         | -                        |                                                                                             |
| 2020 | The Swordsman                  | Rey Gwanghaegun          | (aparición especial)                                                                        |
| 2017 | Steel Rain                     | Jung Se-young            | junto a Jung Woo-sung, Kwak Do-won, Kim Kap-soo, Kim Eui-sung, Lee Geung-young y Jo Woo-jin |
| 2016 | Curtain Call                   | Min-ki                   |                                                                                             |
| 2015 | The Advocate: A Missing Body   | Moon Ji-hoon             |                                                                                             |
| 2015 | Love Never Fails               | Sang-hyun                |                                                                                             |
| 2015 | C'est Si Bon                   | Lee Jang-hee             |                                                                                             |
| 2013 | Hwayi: A Monster Boy           | Jin-seong                |                                                                                             |
| 2011 | Always                         | -                        |                                                                                             |
| 2011 | Painkiller                     | Voz                      | (corto)                                                                                     |
| 2008 | My Friend and His Wife         | Ye-joon                  |                                                                                             |
| 2007 | Femme Fatale (Happy Killing)   | Detective                |                                                                                             |
| 2007 | The Perfect Couple             | Kim Cha-gun              | junto a Lee Dong-wook, Hyun Young, Jeon Soo-kyung, Jeong Jae-jin y Joo Suk-tae - (cameo)    |
| 2006 | Maundy Thursday                | Yoo-chan                 |                                                                                             |
| 2006 | Romance                        | -                        |                                                                                             |
| 2006 | The Magicians                  | -                        |                                                                                             |
| 2005 | Love Is a Crazy Thing          | Min-soo                  |                                                                                             |
| 2005 | Princess Aurora                | Kim Woo-tae              |                                                                                             |
| 2005 | Never to Lose                  | Hombre con mochila       | (cameo)                                                                                     |
| 2005 | My Right to Ravage Myself      | -                        |                                                                                             |
| 2005 | Feathers in the Wind           | Jang Hyung-seong         |                                                                                             |
| 2004 | Springtime                     | -                        |                                                                                             |
| 2004 | Ghost House                    | Park Gi-tae              |                                                                                             |
| 2004 | Spider Forest                  | Choi Seong-hyeon         |                                                                                             |
| 2003 | The Legend of the Evil Lake    | -                        |                                                                                             |
| 2003 | Rewind                         | -                        |                                                                                             |
| 2003 | Spring Breeze                  | -                        |                                                                                             |
| 2002 | Break Out                      | -                        |                                                                                             |
| 2002 | Survival Game                  | -                        |                                                                                             |
| 2001 | Nabi (Butterfly)               | K                        |                                                                                             |
| 2001 | Kiss Me Much                   | -                        |                                                                                             |
| 2000 | Real Fiction                   | -                        |                                                                                             |
| 1999 | Shiri                          | -                        |                                                                                             |
| 1997 | The Story of an Unemployed Man | -                        |                                                                                             |

### Programas de variedades
| Año                         | Título                                                                  | Notas                                                       |
| --------------------------- | ----------------------------------------------------------------------- | ----------------------------------------------------------- |
| 2020                        | The House Detox                                                         | (ep. #8, 13) - invitado                                     |
| 2020                        | Problem Child in House                                                  | (ep. #68) - invitado                                        |
| 2019                        | Life Bar                                                                | (ep. #112) - invitado                                       |
| 2019                        | Knowing Bros (Ask Us Anything)                                          | (ep. #182) - invitado                                       |
| 2016                        | Saturday Night Live Korea: Season 8                                     | (ep. #161) - invitado                                       |
| 2016                        | Law of the Jungle in Papua New Guinea                                   | (ep. #212-219) - miembro                                    |
| 2014                        | I Live Alone                                                            | (ep. #55) - invitado                                        |
| 2014                        | Healing Camp (Healing Camp, Aren't You Happy)                           | (ep. #137) - invitado                                       |
| 2013 - 2014                 | The Return of Superman: Chuseok Special Part 1-3 The Return of Superman | (ep. #1–33) - miembro                                       |
| 2012                        | Strong Heart                                                            | (ep. #141) - invitado                                       |
| 2010-2011, 2013, 2018, 2020 | Happy Together: Season 4 Happy Together Season 3                        | (ep. #623) - invitado (ep. #154, 219, 329 y 527) - invitado |
| -                           | Kim Je-dong's Talk To You                                               | (ep. #60) - invitado                                        |

### Presentador
| Año  | Evento                | Notas                                           |
| ---- | --------------------- | ----------------------------------------------- |
| 2018 | 2018 SBS Drama Awards | junto a Park Jin-joo - presentador de categoría |
| 2016 | 2016 SBS Drama Awards | junto a Go Ah-sung - presentador de categoría   |

### Narrador
| Año  | Título                 | Notas                              |
| ---- | ---------------------- | ---------------------------------- |
| 2015 | The Return of Superman | ep. #97 - (programa de variedades) |
| 2009 | Dance of Time          | (documental)                       |

### Escritor
| Año  | Título  | Notas      |
| ---- | ------- | ---------- |
| 2006 | Romance | (película) |

## Premios y nominaciones
| Año  | Categoría                                             | Premio                       | Trabajo                           | Resultado |
| ---- | ----------------------------------------------------- | ---------------------------- | --------------------------------- | --------- |
| 2019 | Best Supporting Actor                                 | KBS Drama Award              | Doctor Prisoner                   | Nominado  |
| 2019 | Best Couple Award (junto a Kim Jung-nan)              | KBS Drama Award              | Doctor Prisoner                   | Ganaron   |
| 2016 | Top Excellence Award, Actor                           | 9th Korea Drama Award        | Doctor Crush                      | Ganó      |
| 2016 | Special Award, Actor in a Genre Drama                 | SBS Drama Award              | Doctor Crush                      | Nominado  |
| 2016 | Special Award, Actor in a Genre Drama                 | SBS Drama Award              | Mrs. Cop 2                        | Nominado  |
| 2016 | Scene Stealer Actor                                   | tvN10 Award                  | Signal                            | Nominado  |
| 2016 | Golden Acting Award, Actor in a Special Project Drama | 36th MBC Drama Award         | Woman with a Suitcase             | Nominado  |
| 2015 | Best Supporting Actor                                 | KBS Drama Award              | Assembly                          | Nominado  |
| 2015 | Special Award, Actor in a Drama                       | SBS Drama Award              | Heard It Through the Grapevine    | Ganó      |
| 2014 | Special Award, Actor in a Miniseries                  | SBS Drama Award              | Three Days                        | Nominado  |
| 2013 | Special Award, Actor in a Weekend Drama               | SBS Drama Award              | Goddess of Marriage               | Ganó      |
| 2013 | Best Male Newcomer in a Variety Show                  | 12th KBS Entertainment Award | The Return of Superman            | Nominado  |
| 2012 | Special Acting Award, Actor in a Drama Special        | SBS Drama Award              | Phantom                           | Nominado  |
| 2010 | Excellence Award, Actor in a Miniseries               | KBS Drama Award              | Grudge: The Revolt of Gumiho      | Nominado  |
| 2009 | Excellence Award, Actor in a Daily Drama              | KBS Drama Award              | The Tale of Janghwa and Hongryeon | Nominado  |
| 2009 | Best Supporting Actor in a Serial Drama               | SBS Drama Award              | City of Glass                     | Nominado  |
| 2007 | Excellence Award, Actor in a Serial Drama             | KBS Drama Award              | Daughters-in-Law                  | Ganó      |
| 2005 | Best Actor in a One-Act/Special Drama                 | KBS Drama Award              | Leslie Cheung Is Dead?            | Ganó      |